# 쉬뒤르싱게이야르시슬라
쉬뒤르싱게이야르시슬라(아이슬란드어: Suður-Þingeyjarsýsla)는 아이슬란드의 주이다. 이 주는 북동 지역에 있다.